# تل السلطان (أريحا)

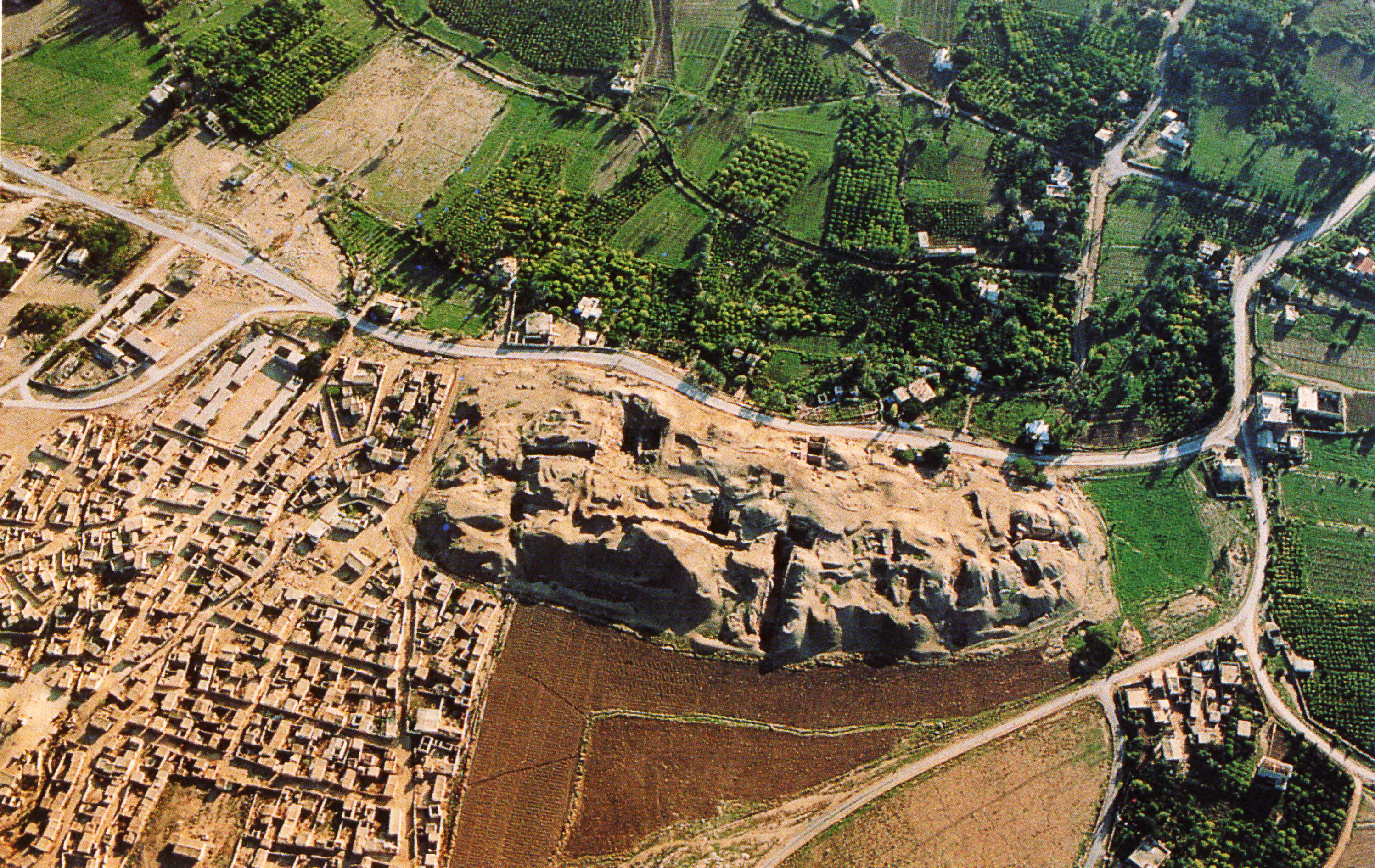
صورة جوية لتل السلطان

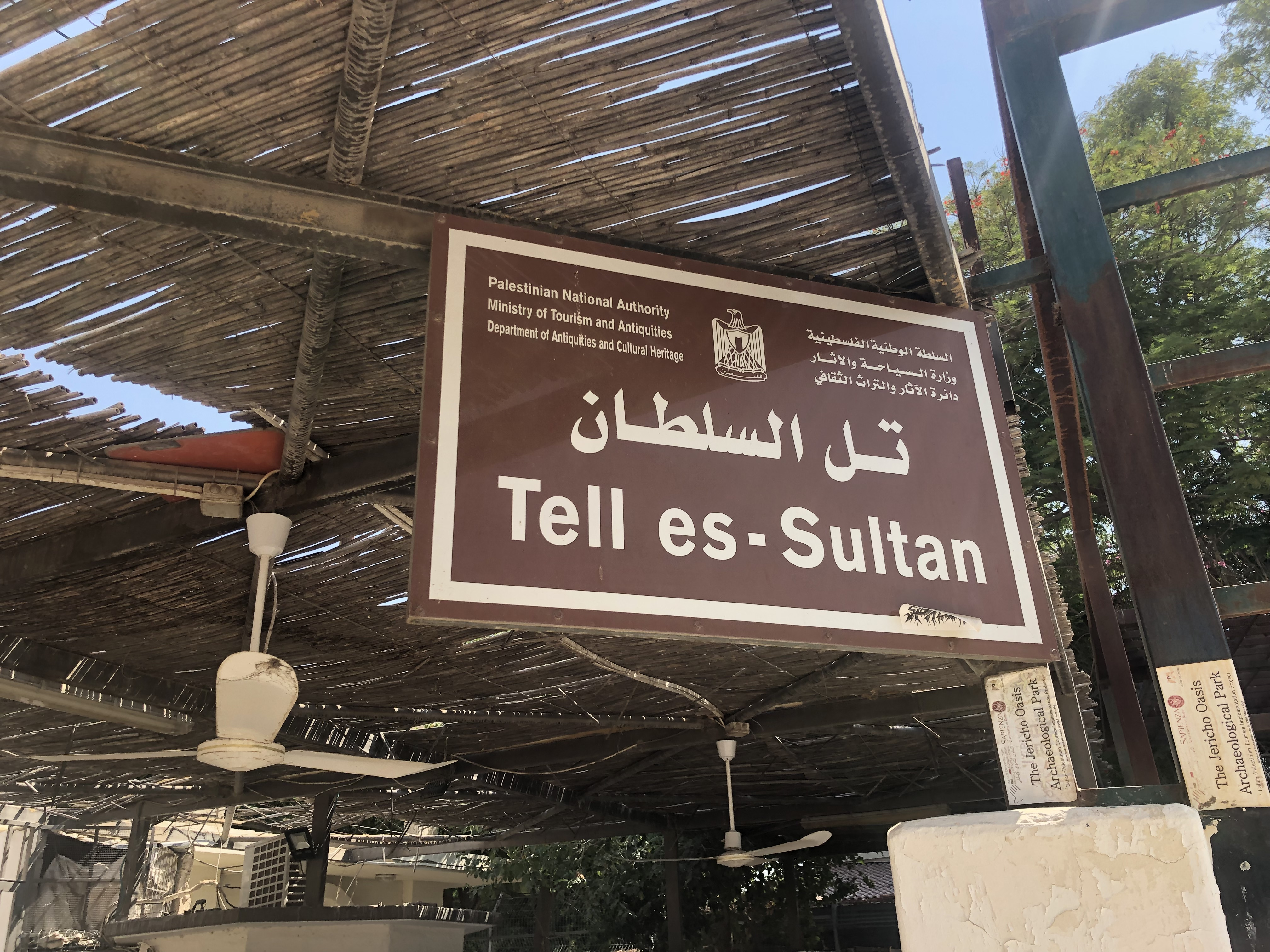

تل السطان يعرف أيضاً بِتل أريحا، أو بأريحا القديمة. هو أحد المواقع الاثرية التاريخية الموجودة في مدينة أريحا في فلسطين، ويتبع لمنظمة اليونسكو العالمية. في سهل وادي الأردن، على بعد عشرة كيلومترات شمال البحر الميت. على عمق 250 مترا تحت سطح البحر يعتبر أخفض بقعة على وجه الأرض. يمثل أقدم مدينة مأهولة في العالم. يرتفع 21 متراً عن مستوى الأرض المحيطة به، وتصل مساحته إلى حوالي 5 هكتارات. ويقع بالقرب من نبع عين السلطان، وهو نبع ماء فوار على مدار العام، في وسط منطقة زراعية خصبة ذات تربة طمية ومناخ شبه استوائي حار صيفاً ومعتدل شتاءً.

## التاريخ و العمارة
في الالفية الثامنة قبل الميلاد تأسست في الموقع أول مستوطنة بشرية مستقرة في التاريخ. وتتكون من بيوت مستديرة مبنية باللبن الطيني يحيط بها سور يدعمة برج دائري ضخم، تم الكشف عنه في خندق رقم 1، وقد تم تصميمه بهدف الدفاع والحماية من الفياضانات. وفي المرحلة التالية من العصر الحجري الحديث ما قبل الفخاري شيدت البيوت على مخطط مستطيل الشكل، عثر تحت أرضيات هذه البيوت على مدافن للأطفال وجماجم بشرية مكسوة بطبقة من الجص، تشير في أغلب الظن إلى ممارسات طقوسية قد ترتبط بعبادة السلف.

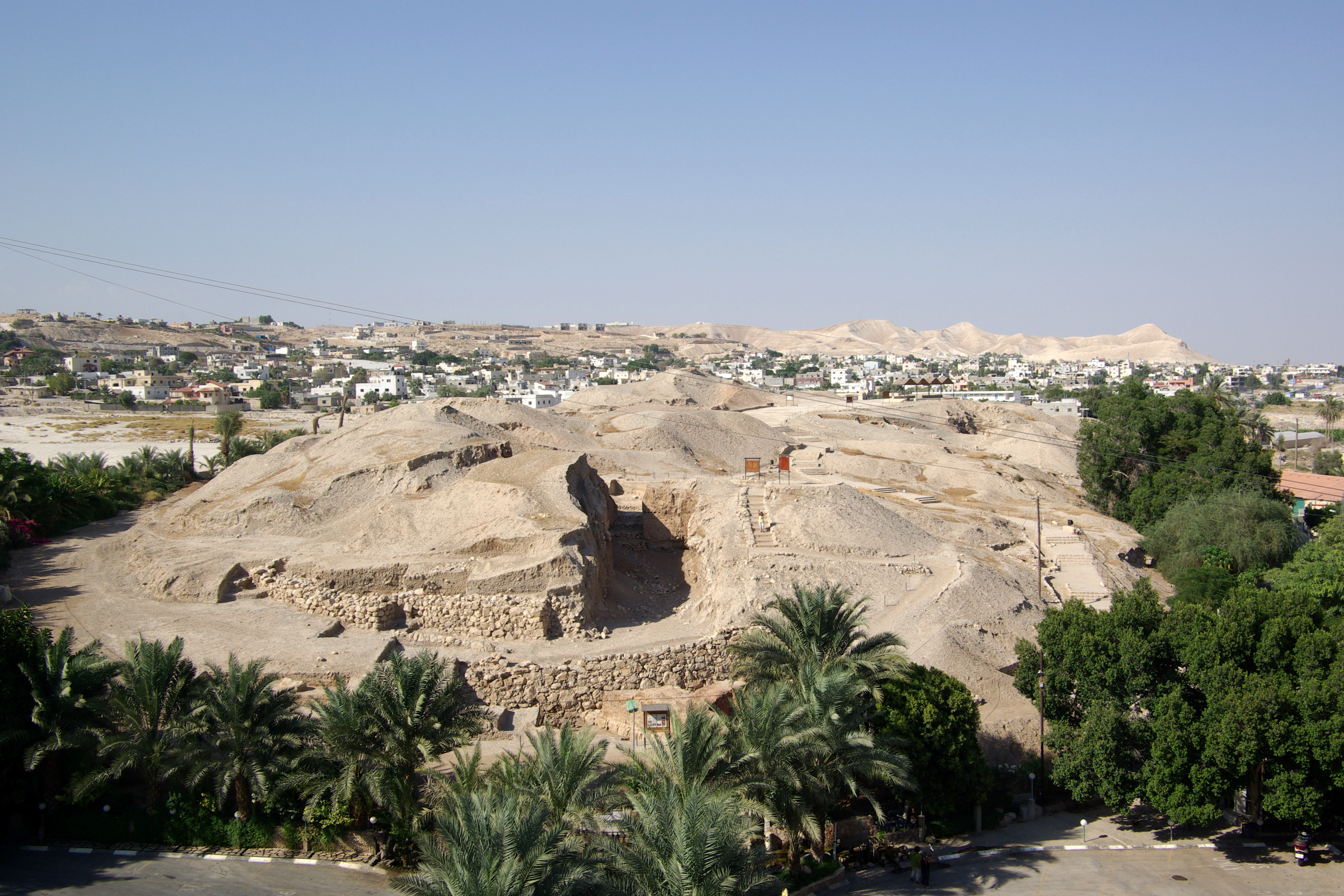
تل السلطان من الشمال.

استمر السكن في تل السلطان في العصر الحجري الحديث الفخاري بعد فترة من الهجر التام. وشهدت هذه الفترة صناعة الفخار الذي جاء استجابة للاحتياجات التخزينية المتزايدة للمجتمع الزراعي الأول. ويبدو ان الموقع هجر مرة أخرى في العصر الحجري النحاسي في الألفية الرابعة قبل الميلاد، وظهرت دلائل هذه الفترة في المقابر فقط.
شهدت أريحا القديمة تطوراً حضرياً كبيراً في بداية العصر البرونزي في الالفية الثالثة قبل الميلاد، وأصبحت إحدى دويلات المدن الكنعانية، وقد تم الكشف عن بقايا البيوت في المنطقة الغربية من التل، وأبرز معالم هذه الفترة تمثلت في سور المدينة المزدوج الذي شيد من الطين اللبن. وقد تم الكشف عن أجزاء من هذا السور في مناطق التنقيب المختلفة. وقد توقفت الحياة الحضرية في الموقع في الفترة ما بين الأعوام 2300 و2000 ق.م. في العصر البرونزي المبكر الرابع والأعوام 2000 و1550 ق.م. في العصر البرونزي الوسيط، حيث سادت في هذه الفترة الانتقالية نمط حياة رعوي، ظهرت دلائله في القبور فقط. وفي العصر البرونزي الوسيط عادت الحياة الحضرية مجدداً في الموقع، وقد تميزت هذه الحضارة بتطور الصناعة والتجارة إضافة إلى الزراعة، وأصبحت أريحا مركزاً حضرياً رئيسياً في منطقة وادي الأردن. وتمثلت أوجه الحضارة المادية في هذه الفترة في توسعة حدود المدينة وإنشاء المباني العامة، خصوصاً أسوار المدينة الضخمة. كما بينت مظاهر الحياة المادية تطوراً ملحوظاً في صناعة الفخار بظهور دولاب الفخار السريع والتعدين بتصنيع معدن البرونز. وقدمت محتويات قبور هذه الفترة من متعلقات شخصية للموتى ومرفقات جنائزية شاهدة على جوانب الحياة اليومية في العصر البرونزي الوسيط.
هجرت المدينة في العصر البرونزي المتأخر في القرن الرابع عشر قبل الميلاد، حيث أظهرت التنقيبات وجود دلائل أثرية بسيطة من هذه الفترة، بما يؤكد التناقض ما بين الرواية التوراتية التي تتحدث عن سقوط أسوار المدينة على وقع الطبول ونفخ المزامير، وحقيقة أن المدينة لم تكن مسكونة في هذه الفترة. كما ظهرت بقايا أثرية ضئيلة من العصر الحديدي الثاني والفترة الفارسية، حيث هجر الموقع نهائياً. وفي الفترة اليونانية والرومانية انتقل مركز أريحا إلى موقع تلول أبو العلايق على ضفاف وادي القلط.

## الحفريات والتنقيب
منذ نهاية القرن التاسع عشر شهد تل السلطان أربع حملات تنقيب علمية على مدار القرنين الماضيين. أولها تنقيبات تشارلز وارين لحساب صندوق استكشاف فلسطين في سنة 1868 تلا ذلك تنقيبات البعثة الألمانية النمساوية تحت اشراف سيلين وواتزنغر في الفترة ما بين 1907-1909. ثم تنقيبات جون غارستانغ ما بين 1930-1936. أما التنقيبات الرئيسية في الموقع فقد جرت ما بين 1952-1958 تحت اشراف كاثلين كينيون والتي أمكن من خلالها ثبيت تاريخ الموقع باستخدام طريقة مبتكرة في التنقيب. وبعد نقل الصلاحيات للسلطة الوطنية الفلسطينية استأنفت دائرة الأثار الفلسطينية التنقيب في الموقع بالتعاون مع جامعة روما سابينزا في اطار مشروع إعادة تقييم الموقع وتأهيله سياحياً.
كشفت التنقيبات المتعاقبة التاريخ الحضاري للموقع، والذي يمتد على مدى عشرة الاف عام، وتعود أقدم البقايا الأثرية في الموقع إلى الفترة النطوفية المتأخرة. وتتألف المواد الأثرية المكتشفة من أدوات صوانية، والتي تدل على وجود مخيم صيد بالقرب من عين السلطان. وكشفت التنقيبات الفلسطينية الإيطالية في الجهة الجنوبية للتل عن بناء طيني ضخم من العصر البرونزي الوسيط الثاني، بما يشير إلى امتداد السكن خارج أسوار المدينة.